# Gul lämmelmossa
Gul lämmelmossa (Tetraplodon pallidus) är en bladmossart som beskrevs av Ingebrigt Severin Hagen 1894. Gul lämmelmossa ingår i släktet lämmelmossor, och familjen Splachnaceae. Enligt den finländska rödlistan är arten nära hotad i Finland. Arten är reproducerande i Sverige. Artens livsmiljö är fjällhedar. Inga underarter finns listade i Catalogue of Life.